# Tàngara dorsivermella
La tàngara dorsivermella (Ramphocelus dimidiatus) és un ocell de la família dels tràupids (Thraupidae).

## Hàbitat i distribució
Habita zones de matolls, proximitat del bosc humid, bosc obert i ciutats de les terres baixes a Panamà, nord-oest, centre i nord-est de Colòmbia i oest de Veneçuela. Introduït a Tahiti.